# Vilantice
Vilantice är en ort i Tjeckien. Den ligger i den centrala delen av landet, 100 km öster om huvudstaden Prag. Vilantice ligger 302 meter över havet och antalet invånare är 184.
Terrängen runt Vilantice är platt åt sydost, men åt nordväst är den kuperad. Runt Vilantice är det ganska tätbefolkat, med 86 invånare per kvadratkilometer. Närmaste större samhälle är Hradec Králové, 17,7 km söder om Vilantice. Trakten runt Vilantice består till största delen av jordbruksmark.